# Chiesa di Sant'Antonio (Ripacandida)
La chiesa di Sant'Antonio (anticamente chiesa di San Bartolomeo), di difficile datazione, è costruita sui resti di una basilica romana a sua volta costruita sui resti di quattro torrioni difensivi. Gravemente danneggiata dal terremoto del 23 novembre 1980, è stata inagibile e chiusa al culto fino alla sua riapertura avvenuta il 13 maggio 2024 dopo sette anni di ristrutturazione.